# Tobias Haslinger
Tobias Haslinger (ur. 1 marca 1787 w Bad Zell, zm. 18 czerwca 1842 w Wiedniu) – austriacki wydawca muzyczny.

## Życiorys
W młodości był członkiem chóru katedralnego w Linzu, terminował też w sklepie muzycznym. W 1810 roku wyjechał do Wiednia, gdzie początkowo pracował jako księgarz, a następnie zatrudnił się w firmie wydawniczej Sigmunda Antona Steinera. W 1826 roku został właścicielem tego przedsiębiorstwa. Od 1830 roku był oficjalnym nadwornym wydawcą sztuki i muzyki. Otrzymał tytuł honorowego obywatela miasta Wiednia, był też honorowym członkiem Królewskiej Akademii Muzycznej w Sztokholmie. Przyjaźnił się z Ludwigiem van Beethovenem. Zachowała się korespondencja między nimi, a kompozytor zadedykował Haslingerowi swój humorystyczny kanon O Tobias Dominus Haslinger.
W swoim zakładzie wydawał dzieła m.in. W.A. Mozarta, Ludwiga van Beethovena, Franza Schuberta, Roberta Schumanna, Josepha Lannera i Johanna Straussa (ojca), w tym liczne pierwodruki. Jego nakładem ukazały się również dzieła kompozytorów polskich, w tym Michała Kleofasa Ogińskiego, Józefa Elsnera, Fryderyka Chopina, Franciszka Mireckiego i Karola Lipińskiego. W młodości sam również zajmował się kompozycją, napisał m.in. dwie msze.
Działalność wydawniczą kontynuował jego syn, Carl Haslinger (1816–1868), uczeń Carla Czernego i wydawca utworów Johanna Straussa (syna).